# Maria Sanchez (Therapeutin)

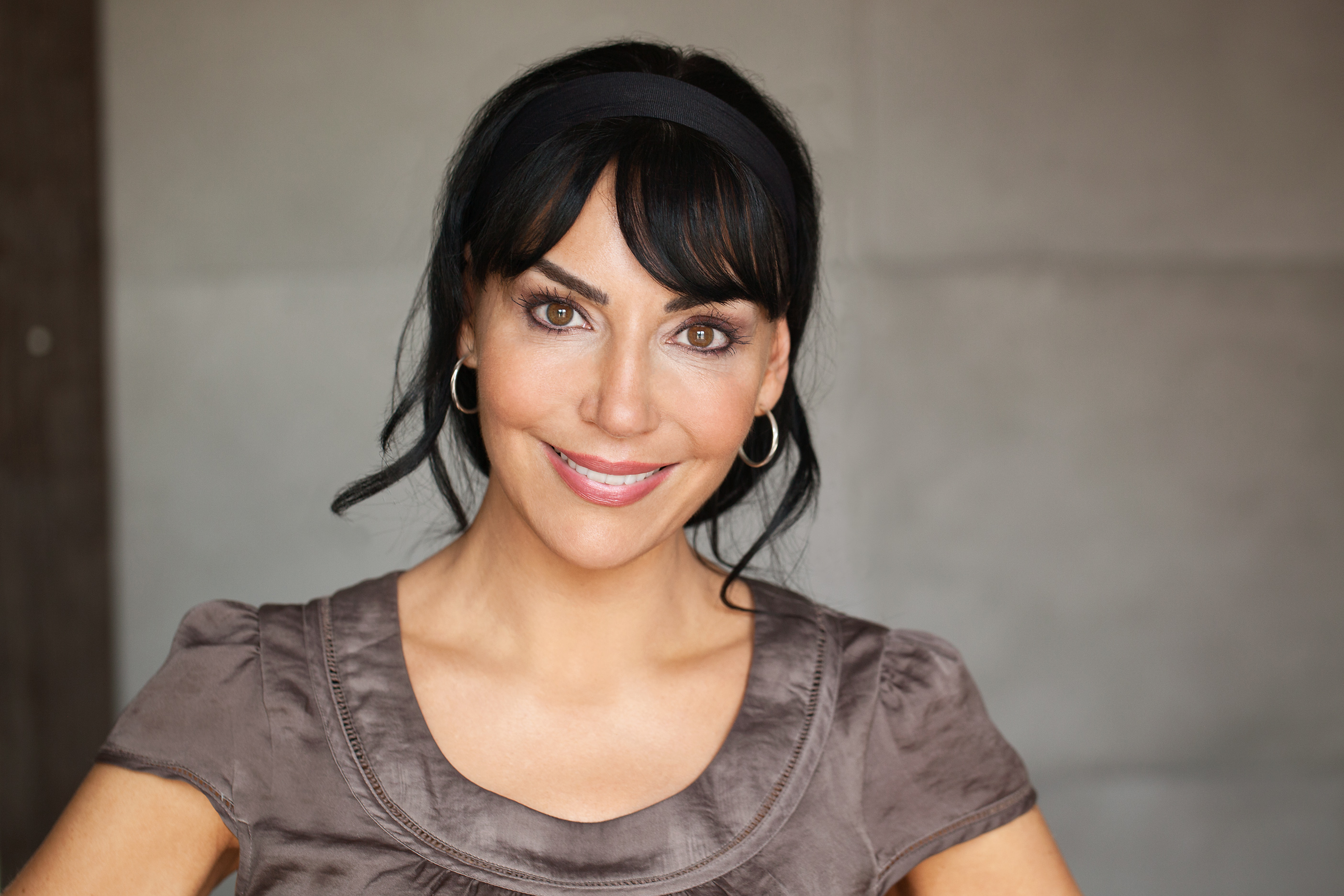
Maria Sanchez

Maria Sanchez (* 25. Oktober 1968 in Málaga, Spanien) ist eine in Deutschland lebende spanische Autorin und Heilpraktikerin für Psychotherapie.

## Leben
Maria Sanchez wuchs bis zu ihrem 5. Lebensjahr in Malaga, Spanien, auf, bis ihre Eltern im Jahr 1973 nach Hamburg auswanderten. Dort absolvierte sie ihre Schulzeit bis zum Abitur.
Nach einer von Gewalt geprägten Kindheit erkrankte Sanchez an psychischen Störungen, etwa Depressionen, Angststörungen und einer Essstörung. In der Folge entwickelte sie unter dem Namen EssentialCore – Sehnsucht und Hunger eine therapeutische Methode, die Aspekte der Psychologie und Spiritualität verbindet, um Auswege aus beispielsweise Depressionen, Ängsten, Beziehungsproblemen, Schlafstörungen und emotionalen Essproblemen wie Bulimie und Binge Eating aufzuzeigen. Sanchez bildet in dieser Methode heute Therapeuten aus.
Im Jahr 1998 eröffnete Sanchez eine psychologische Beratungspraxis mit einem Schwerpunkt im Bereich „Emotionales Essen“, 2006 absolvierte sie die Prüfung zur Heilpraktikerin für Psychotherapie. 2009 gründete sie den Envela Verlag und veröffentlichte dort ihr erstes Buch Sehnsucht und Hunger – Heilung von emotionalem Essen. Es folgten weitere Veröffentlichungen als Bücher und Hörbücher.
Die Hauptsäule ihres therapeutischen Ansatzes, den sie in ihren Büchern sowie Vorträgen und Seminaren beschreibt, bildet das Erlernen des Konzepts der emotionalen Selbstbegleitung: Mithilfe spezieller Übungen lernen die Betroffenen anhand ihrer wiederkehrenden Symptome, ein inneres Navigationssystem aufzubauen, das sie befähigt, sich selbst Schritt für Schritt neu kennenzulernen.
Von Januar 2014 bis November 2015 hatte Maria Sanchez eine eigene Radiosendung bei Radio Bremen unter dem Titel Durch dick und dünn. Diese war als zweiwöchentliche Call-in-Sendung konzipiert, in der sie Fragen der Hörerschaft beantwortete, etwa Fragen von Eltern zum Essverhalten ihrer Kinder, zum Zusammenhang von Depression und Essdruck, zur Suchtverlagerung, zu Therapien und Diäten, zu Bulimie oder traumatischen Erlebnissen. Interessante Zuschriften im Rahmen der Sendung und ihre Antworten stellte sie für das Buch Warum wir ohne Hunger essen zusammen. Für ihr Themengebiet wurde sie als Expertin in zahlreiche Talkshows und TV-Sendungen eingeladen und in Magazinen und Zeitungen zu Rate gezogen.
Maria Sanchez lebt und arbeitet in Hamburg.

## Publikationen

### Monografien
- Sehnsucht und Hunger – Heilung von Emotionalem Essen. 7. Aufl., Envela Verlag, Hamburg 2021, ISBN 978-3-981-33084-7.
  - als Hörbuch: Envela Verlag, Hamburg 2011.
- Der innere Weg – Vom Essen und Leben. 2. überarb. Aufl. Envela Verlag, Hamburg 2015, ISBN 978-3-981-33089-2.
- Warum wir ohne Hunger essen – Die wahren Gründe für Essdrang und Übergewicht. Königsfurt-Urania Verlag, Kiel 2016, ISBN 978-3-868-26144-8.
  - als Taschenbuch: Goldmann Verlag, München 2018, ISBN 978-3-442-22231-5.
- Die revolutionäre Kraft des Fühlens – Wie unsere Emotionen uns befreien. Gräfe und Unzer, München 2019, ISBN 978-3833866449.
  - als Taschenbuch: Goldmann Verlag, München 2021, ISBN 978-3-442-22327-5.
- Der blinde Fleck – Unsere psychischen und psychosomatischen Symptome als stärkste Verbündete. Envela Verlag, Hamburg 2024, ISBN 978-3-00-079218-2.

### Hörbücher
- Vor und nach einem Essanfall. Envela Verlag, Hamburg 2011.
- Der Wohlfühlort. Envela Verlag, Hamburg 2011.
- Innere Präsenz beim Essen. Envela Verlag, Hamburg 2012.
- Den Körper wahrnehmen. Envela Verlag, Hamburg 2012.
- Der blinde Fleck. Envela Verlag, Hamburg, 2025.